# Espace Léopold
L'espace Léopold (Leopoldruimte en néerlandais) du Parlement européen est un complexe de bâtiments parlementaires de Bruxelles abritant entre autres, un hémicycle destiné aux travaux du Parlement européen, dont le siège légal se trouve à Strasbourg. Ce site bruxellois est distant de moins d'un kilomètre des institutions européennes, la Commission européenne en son siège du Berlaymont et le Conseil des ministres au Juste Lipse.
Il est composé du bâtiment Paul-Henri Spaak (qui abrite la chambre pour les débats) et Altiero Spinelli, de deux nouveaux bâtiments qui portent les noms de Bâtiment Willy Brandt et József Antall et d'un bâtiment nouvellement réaménagé qui formait antérieurement l'entrée de la gare Bruxelles-Luxembourg. Les bâtiments sont situés dans le quartier européen de l'est de Bruxelles, leur édification ayant commencé en 1989.
Le complexe ne constitue pas le siège officiel du Parlement, qui est l'immeuble Louise-Weiss à Strasbourg. Mais comme la plupart des autres institutions de l'Union européenne sont à Bruxelles, le Parlement a fait construire le complexe afin d'être près d'elles. La majorité des travaux du Parlement sont maintenant dévolus à son site bruxellois, mais il revient légalement à Strasbourg d'en rester le siège officiel. Les sessions plénières mensuelles se tiennent à Strasbourg.

## Histoire
À cause de l'absence de consensus sur l'emplacement du Parlement, un bâtiment a été construit à la fois à Bruxelles et un autre à Strasbourg, où le siège officiel est situé. À Bruxelles, un centre international de congrès (officieusement prévu pour abriter le Parlement) est construit par la Société générale de Belgique, le Crédit communal et la COB à l'orée d'un vaste espace vert bruxellois, le Parc Léopold. L'ensemble a été construit sur l'ancien site d'une importante société immobilière, l'Office des Propriétaires, celui de la Brasserie Léopold, celui de l'Institut Pasteur, ainsi que la maison du réalisateur Benoît Lamy. Il est relié à une zone de bureaux destinée au secteur privé tout en comprenant la gare souterraine de Bruxelles-Luxembourg branchée sur le réseau intérieur de chemin de fer de Bruxelles qui assure une communication avec le metro et l'aéroport ainsi qu'avec les réseaux ferrés belge et européen. Le projet commence en 1988 par la construction de l'hémicycle, le chantier de l'aile nord commence en 1989 et celui de l'aile sud en 1992.
Les comités politiques, les délégations interparlementaires et les groupes se réunissent tous dans ce complexe. Par conséquent, les secrétariats des comités et des groupes politiques y sont situés. La construction du bâtiment Spinelli est entamée en 1991 et est achevée en 1997 tandis que les dernières phases de prolongement (Antall et Brandt) vers la place du Luxembourg le long de la rue de Trèves ne sont terminés qu'en 2008.
Ainsi, on estime que le complexe fournit aujourd'hui assez d'espace pour le Parlement pour que, dans les dix à quinze ans à venir[Quand ?], il n'y ait pas à construire de nouveaux projets. Trois quarts des activités parlementaires ont aujourd'hui lieu à l'Espace Léopold et non à Strasbourg.
En 2008, les dernières extensions du complexe ont été construites le long de la rue de Trèves et de la place du Luxembourg. Initialement appelés bâtiments D4 et D5, le choix d'un nom a provoqué une controverse. Après la mort du pape Jean-Paul II, certains députés polonais souhaitaient que les nouveaux bâtiments soient baptisés en son honneur, ce qui n'a pas été accepté. Les noms de Václav Havel, Nelson Mandela, Olof Palme, Margaret Thatcher et Jan Palach ont également été suggérés par certains députés, ainsi qu'une proposition satirique de « Tours Kaczyński » après que les frères polonais Lech et Jaroslaw Kaczyński, respectivement président et premier ministre, eurent entamé une période de relations houleuses avec Bruxelles. En janvier 2008, une décision finale a été adoptée. Les nouveaux bâtiments ont été baptisés en l'honneur de Willy Brandt, chancelier allemand de 1969 à 1974, et de József Antall, premier Premier ministre élu en Hongrie de 1990 à 1993.
La passerelle reliant la nouvelle construction à l'ensemble original a été nommée passerelle Konrad Adenauer. Konrad Adenauer était le chancelier d'Allemagne de 1949 à 1963. La salle de presse a été baptisée Anna Politkovskaya à la suite de l'assassinat de la journaliste russe.

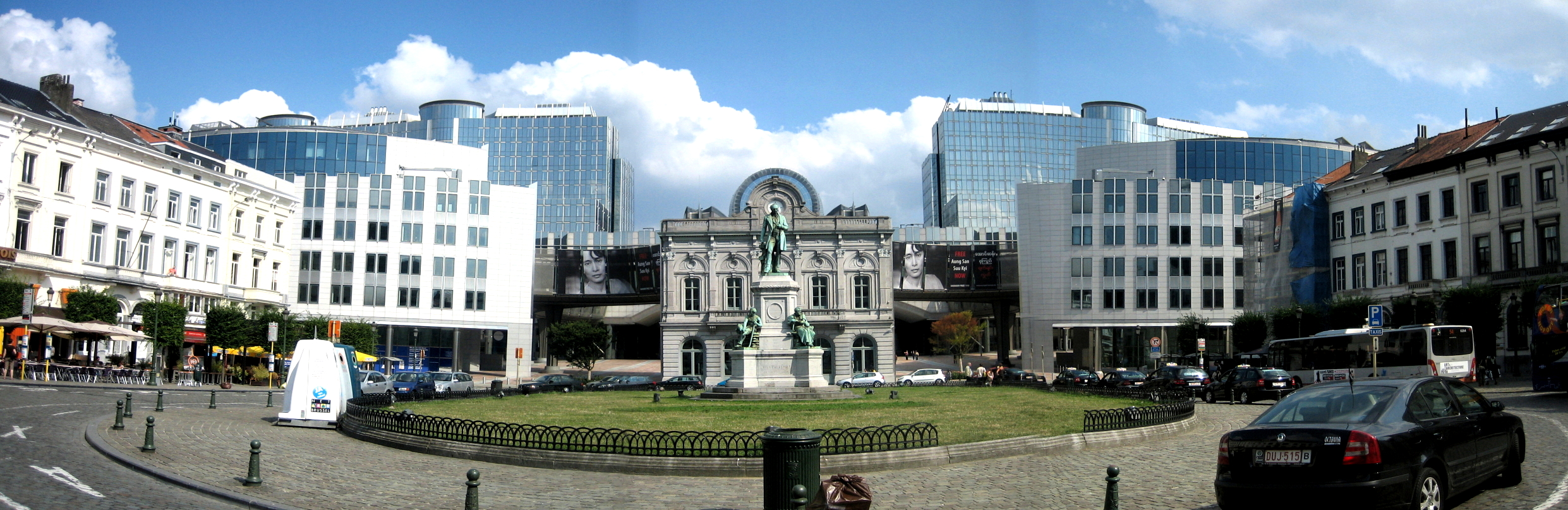
La façade occidentale du Parlement après son extension vers la place du Luxembourg.

En septembre 2008, le Parlement a tenu sa première session plénière à Bruxelles après qu'une partie du plafond du parlement de Strasbourg se fut effondrée et tandis que l'édifice était inutilisable le temps des réparations.
Le 14 janvier 2009, le Parlement européen a décidé de nommer certaines parties intérieures du bâtiment en l'honneur de deux députés distingués prématurément décédés : la salle de lecture de la bibliothèque a été baptisée salle Francisco Luca Pires et la salle d'assemblée du Comité de conciliation est nommée salle Renzo Imbeni.

## Bâtiments

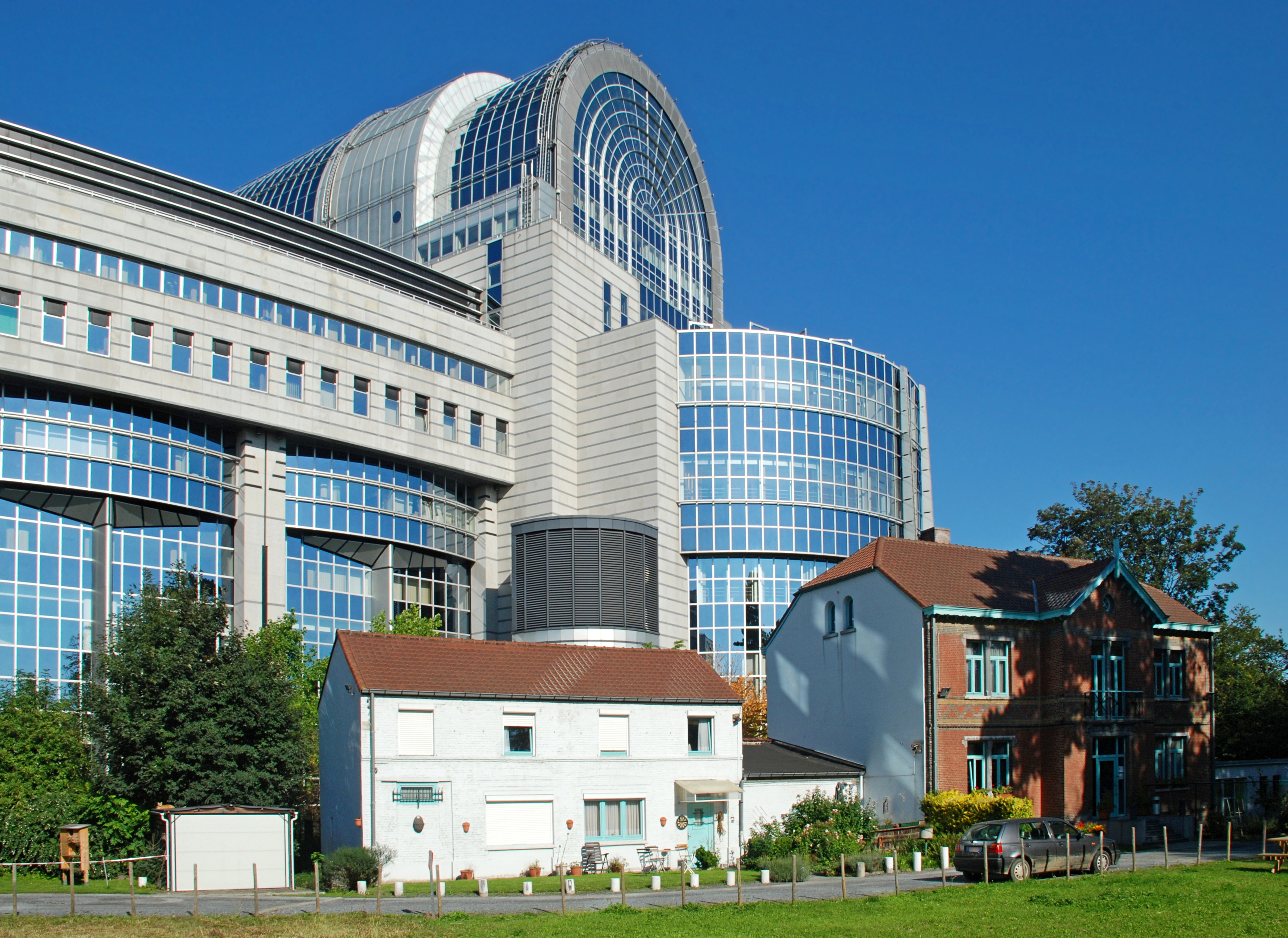
Le bâtiment Paul-Henri Spaak.

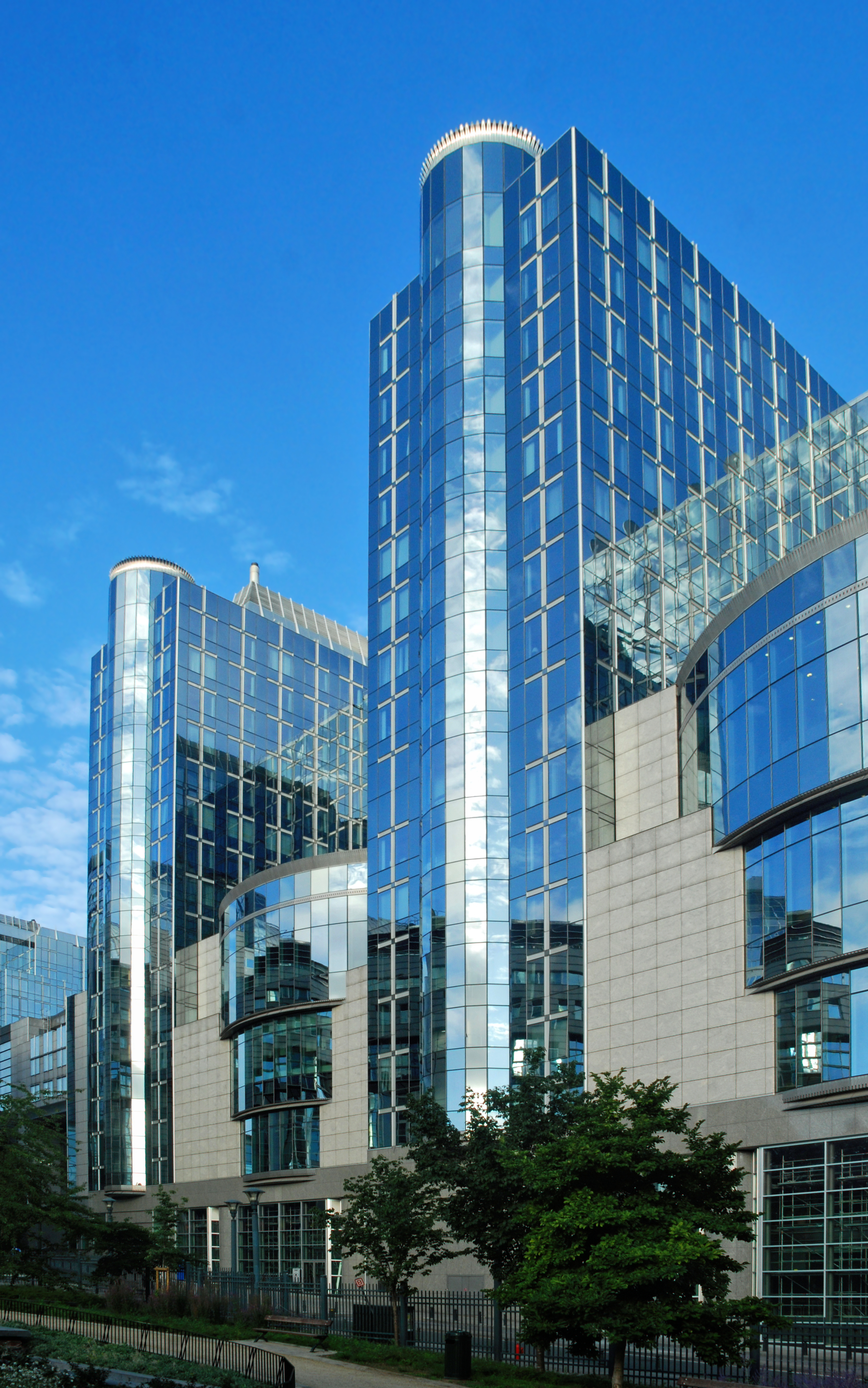
Arrière du bâtiment Altiero Spinelli, rue Wiertz.

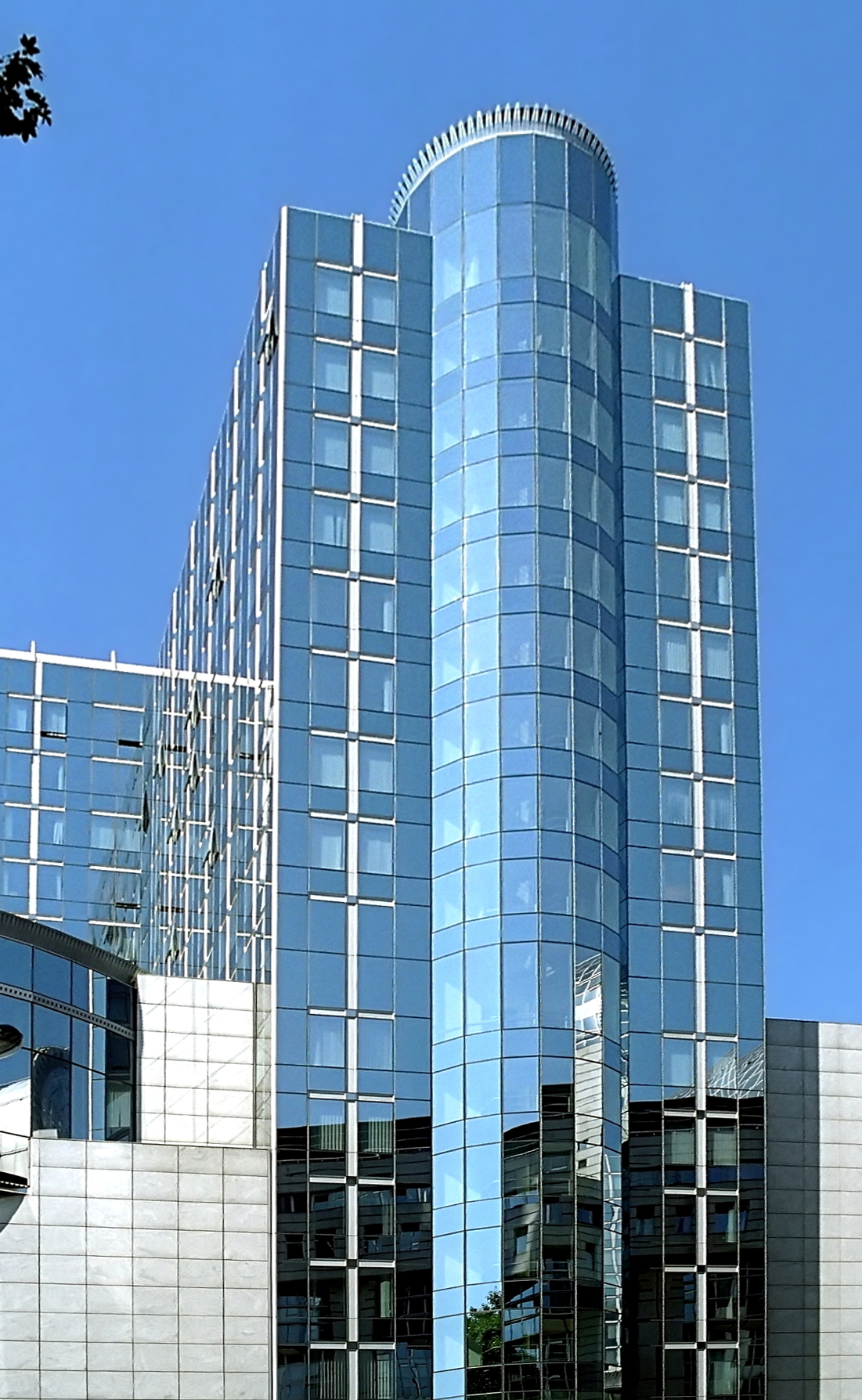
Arrière du bâtiment Altiero Spinelli.

L'Espace Léopold est un complexe de bâtiments construits de 1989 à 2004 en style postmoderne. Il est composé du bâtiment Paul Henri Spaak, contenant, entre autres, l'hémicycle et le bureau du Président. Il a fait l'objet, en 1988 d'un concours d'Architecture organisé par « l'Association des Architectes du CIC » et remporté par l'architecte Michel Boucquillon, à l'âge de 26 ans. Ce dernier en a la paternité et les droits d'auteur reconnus par le Parlement européen. L'association des Architectes du CIC était composée des bureaux CRV, CDG, Bontinck et Vanden Bossche. En revanche les bâtiments se trouvant face au bâtiment Paul-Henri Spaak, appelés Altiero Spinelli ont été projetés par l'Atelier Espace Léopold au début des années 1990, il comprenait également quatre bureaux d'architecture : l'Atelier d'architecture de Genval, le groupe Cerau, CRV et l'Atelier Vanden Bossche.
Il constitue un des plus beaux exemples d'architecture postmoderne en Belgique.
L'ensemble est composé de quatre bâtiments appelés respectivement Paul-Henri Spaak, Altiero Spinelli, Willy Brandt et József Antall, auxquels s'ajoute l'ancien bâtiment voyageurs de la gare de Bruxelles-Luxembourg.
Le bâtiment Paul-Henri Spaak (PHS), nommé ainsi en l'honneur de l'ancien Président Paul-Henri Spaak, abrite l'hémicycle des sessions plénières qui ont lieu à Bruxelles, un centre de presse et les bureaux du président du Parlement et des équipes supérieures. Ce bâtiment est le plus imposant et s'aperçoit émergeant des arbres du parc Léopold. Avec son toit de verre en forme de cylindre, sa ressemblance avec le Crystal Palace et l'entrée nord de la Halle Bordiau du Parc du Cinquantenaire tout proche, le bâtiment est appelé par les Bruxellois le « Caprice des Dieux », en raison de sa ressemblance avec la boîte du fromage du même nom. Le dôme au sommet du bâtiment est parfois employé pour des occasions spéciales et des événements médiatiques. Une des façades en verre à l'intérieur du dôme est couverte d'une grande peinture murale en céramique de 150 mètres carrés, le Miti del Mediterraneo, représentant l'enlèvement d'Europe ainsi que d'autres éléments de la mythologie grecque, réalisée par Aligi Sassu entre 1992 et 1993.
À l'ouest du Paul-Henri Spaak se trouve le bâtiment Altiero Spinelli, relié par un pont pédestre de deux étages. Ce bâtiment (ASP, formellement le D3), nommé en l'honneur du député Altiero Spinelli, accueille principalement les bureaux des parlementaires et des groupes politiques. Il abrite également des magasins, une cafétéria et un bar. Il est le plus grand des bâtiments avec ses 372 000 m2 d'espace et incorpore cinq tours de quinze étages chacune (et un seizième technique).
La partie ouest du Spinelli est reliée par une passerelle piétonne circulaire, nommée passerelle Konrad Adenauer, au bâtiment Willy Brandt (WIB, formellement le D4), au bâtiment József Antall (JAN, formellement le D5) et à l'ancien bâtiment de la gare (BQL). L'occupation du bâtiment Brandt a commencé en juillet 2007 par le service externe et par les groupes conservateurs et progressistes. Le nouveau complexe comprend 375 bureaux dans le Brandt, cinq salles de conférences équipées pour accueillir vingt-cinq interprètes différents à Antall en plus des locaux réservés à la presse.
Le rez-de-chaussée de l'Antall, du côté de la rue de Trèves, comprend une entrée vers la gare de Bruxelles-Luxembourg. L'ancien bâtiment de la gare, à l'origine appelée gare du quartier Léopold, a été transformé en un bureau d'information du public et d'expositions, cette restauration est un exemple de façadisme. La première exposition, sur l'histoire des constructions urbanistiques du quartier européen, a eu lieu durant l'été 2007.
Au nord du Spinelli se trouvent l'Atrium et le bâtiment Remard. Les bâtiments Atrium I & II (ATR) accueillent les secrétariats de divers groupes politiques. Le premier a été achevé en 2000 et le second en 2004. Le Remard a été loué en mars 2004 pour une période de neuf ans avec possibilité d'annulation après six ans pour un coût annuel de 1 387 205 €.
La passerelle Konrad Adenauer relie les bâtiments D3 (Altiero Spinelli), D4 et D5 du Parlement européen en franchissant l'esplanade couvrant la gare du Luxembourg. En plan, la passerelle a une forme de fer à cheval, de 36,5 m de rayon, ouvert vers le bâtiment Altiero Spinelli. Cette passerelle surplombe le mail à 10 m de hauteur. Le plancher, la toiture et les deux faces latérales de la passerelle forment une poutre courbe en caisson en treillis métallique qui en assure la stabilité. Les croix de Saint-André aux appuis dans le bâtiment D3 mettent en évidence la reprise des efforts horizontaux à ces endroits. Les façades vitrées sont recouvertes de toiles d’acier inoxydable tissé tendues.

## Hémicycle
Les députés débattent dans un hémicycle et sont installés de gauche à droite en fonction de leur appartenance politique. Cependant, les membres non-inscrits sont assis vers la droite de l'anneau extérieur et n'ont pas de places avant. Chaque place est équipée d'un micro, d'un casque pour écouter les interprètes et d'un bouton de vote électronique. Les chefs de groupes s'asseyent au premier rang au centre, la place la plus centrale est occupée par un podium destiné aux intervenants. Derrière eux se trouvent un drapeau de l'Union européenne ainsi que les drapeaux nationaux.
Les cabines des interprètes sont placées à l'arrière, tout en rond autour de la chambre, tandis que les galeries publiques sont situées à l'arrière. À la différence de l'hémicycle strasbourgeois, la chambre est en grande partie construite en bois, et elle a profondément été rénovée en 2003 pour faire plus de place en vue des élargissements de 2004 et 2006 de l'Union européenne.

## Visiteurs
Le Parlement, que ce soit pour les commissions ou pour les sessions plénières, est ouvert au public. Des visites guidées gratuites sont offertes quand le parlement n'est pas en session plénière. Les bâtiments comportent plusieurs magasins et banques, sont largement ouverts au public et accueillent chaque jour 15 000 personnes. Le bâtiment de l'ancienne gare accueille le bureau d'information public belge sur le Parlement européen, et l'« infodoc », une librairie disposant de littérature destinée aux universitaires et aux journalistes. Une information grand public est disponible à l'« infopoint » sur l'esplanade, près du bâtiment Spinelli.
Le rez-de-chaussée du Brandt héberge un centre des visiteurs : le Parlamentarium. Avec ses 6 000 mètres carrés, il est le deuxième plus grand centre de visiteurs au monde, inspiré des centres danois et suédois, il comporte un jeu interactif de simulation de rôle permettant aux visiteurs de simuler le travail de leurs députés dans un faux hémicycle, de discuter et d'adopter la législation.
L'ancien centre des visiteurs avait ouvert en 1990 mais il est aujourd'hui trop petit pour accueillir tous les visiteurs. Le nouveau centre comporte une cafétéria, un magasin, une aire de jeux pour les enfants et une zone d'offre de données d'informations détaillées. Il comporte également une exposition permanente sur le Parlement et l'Europe. L'entrée est gratuite et les visiteurs n'ont pas à se procurer de passes. Par contre, ces derniers se doivent de passer par des contrôles de sécurité à l'entrée du centre.
Le Parlement européen possède également 363 peintures et sculptures tout au long du siège des institutions qui ont été installées depuis 1979, en tant que collection culturelle pan-européenne. La député Lidia Geringer de Oedenberg, qui est chargée du budget artistique du Parlement, envisage de permettre au public d'avoir un meilleur accès en ouvrant un « tunnel de l'art » entre l'espace Léopold et le bâtiment Delors. La Maison de l'histoire européenne a ouvert ses portes en 2017 au bâtiment Eastman près du Parlement dans le parc Léopold.
À côté du bâtiment Paul-Henri Spaak se trouve une statue de bronze, simplement appelée « Europe », imaginée par May Claerhout. Elle est une représentation d'Europe élevée par et issue des peuples. La figure soutient un « E », le symbole de l'euro et symbole d'unité. La statue a été offerte au Parlement par la présidence belge de l'Union le 20 décembre 1993.
Plan du quartier européen de Bruxelles
| Espace Léopold Paul-Henri Spaak Eastman (Maison de l'histoire européenne) Juste Lipse Europa Lex Delors (Comités) Triangle Building (SEAE) Conseil d'État · de Belgique Berlaymont Charlemagne ECHO Tour Madou Couvent Van Maerlant Breydel Rond-point Schuman Parc Léopold Parc du · Cinquantenaire Place du Lux. Place · Jean Rey Jardin du · Maelbeek · Place Jourdan Mail · Square Marie-Louise Square · Palmerston · Square · Ambiorix · Square · Marguerite · Square · Frère Orban · Square · Meeûs · Institut des Sciences naturelles Maelbeek Schuman Bruxelles-Luxembourg Madou Arts-Loi Merode 1 2 3 4 5 Rue de la Loi Boulevard Charlemagne Rue Belliard Avenue de Cortenbergh Chaussée d'Etterbeek Rue Luxembourg Rue Froissart Commission Parlement Conseil Autres Espaces verts Zones piétonnes Gare de chemins de fer Station de métro |